# Michael Loewe
Pour les articles homonymes, voir Loewe.
Michael Loewe, de son vrai nom Mihai Leu, est un boxeur et pilote automobile de rallyes roumain, né le 13 février 1968 à Hunedoara et mort le 1er juillet 2025.

## Carrière

### Boxe
Passé professionnel en 1991, il remporte le titre vacant de champion du monde des poids welters WBO le 22 février 1997 en battant aux points Santiago Samaniego (en). Loewe défend victorieusement sa ceinture face à Michael Carruth puis met un terme à sa carrière en restant invaincu en 28 combats.

### Rallyes
Il débute réellement en 1998 sur Ford Ka (après avoir disputé une course en 1994), et remporte la première édition du Rallye de Sibiu en 2001 avec Ciprian Solomon sur Ford Escort RS Cosworth. Il a été Champion de Roumanie de la discipline en 2003 sur Hyundai Accent WRC, et vice-champion en 2001. Il quitte la compétition automobile en 2008, mais y revient en 2010 comme Directeur du team Jack Daniel's local.